# Parafia św. Apostołów Piotra i Pawła w Żychlinie
Parafia Świętych Apostołów Piotra i Pawła w Żychlinie – parafia rzymskokatolicka należąca do dekanatu Żychlin diecezji łowickiej. Od 2010 roku proboszczem parafii jest ks. kan. Wiesław Frelek.

## Zasięg parafii
Do parafii należą wierni z następujących miejscowości: Budzyń, Buszków Dolny i Górny, Chochołów, Dobrzelin (poprzednio: Dobrzelin Wieś, Dobrzelin Cukrownia, Dobrzelin Parcel, Kasztanówka, Marianka), Grabie, Grabów (poprzednio: Grobów, Bielice, Janki, Halinek, Pniewskie Górki, Grobówek), Kozanki, Orątki, Pasieka, Podatkówek, Rakowiec, Raków, Sętki, Skrzeszewy, Sokołówek, Wola Popowa Dolna i Górna, Żabików, Żychlin.